# Синдром дисгенезе тестиса
Синдром дисгенезе тестиса (СДТ) јесте група симптома које карактерише присуство знакова као што су хипоспадија, крипторхизам, неквалитетна сперма и рак тестиса. Синдром је први увео у лекарску праксу Н. Е. Скакабек у истраживачком чланку заједно са лекарима Одељења за раст и репродукцију Универзитета у Копенхагену, са циљем да обједини серије репродуктивних поремећаја под једним ентитетом.

## Основне информације
Последњих деценија 20 века често су пријављивани озбиљни репродуктивни поремећаји код мушкараца у извештајима и епидемиолошким студијама. У различитим деловима света, неколико истраживача  истражује ефекте ендокриног поремећаја на мушки репродукциони систем. Студије које су спровели истраживачи из различитих дисциплина углавном указују на то да код овог синдрома долази до пада мушке плодности. Штавише, примећено је повећање броја новорођене деце са аномалијам репродуктивног тракта (као што су неспуштен тестис, хипоспадија и смањена аногенитална удаљеност или дистанца (АГУ) и рак тестиса (између 35-45 година).
Термин синдром дисгенезе тестиса (СДТ) углавном описује „пораст промена у репродуктивном здрављу код мушкараца, као што су:
- смањен квалитет сперме (смањење у број сперматозоида и покретљивост сперматозоида, као и повећање броја абнормалних сперматозоида),
- Разне локације неспуштеног тестисахипоспадија, урођена аномалија (урођена мана) мушког полног уда (пениса) и мокрачбне цеви чија је последица мањак уретре и корпус спонгиозума различитог степена.
- неспуштен тестис или крипторхизам, који карактеришу патолошке локализације тестиса, који спадају у релативно честе урођене аномалија мушких полних органа. До застоја спуштања тестиса настаје када је он заостао у свом развојном путу (спуштања) од ретроперитонеалног простора до скротума (мошница).
- Рак тестисарак тестиса у раном животу, безболна квржица/израслина или оток тестиса, појава крви у ејакулату, болови у доњем делу стомака и леђа (узроковани метастазама у лимфним чворовима уз аорту).[1][4][5]

Основна хипотеза о узроку СДТ сматра да је део ових патологија највероватније скуп симптома једног основног развоја болест под називом синдром дисгенезе тестиса, која је највероватније последица поремећеног развоја гонада у ембрион. Иако су начин живота, генетика и географски региони утицајни фактори, они можда неће бити довољни да у потпуности објасне повећање броја случајева са синдромом дисгенезе тестиса. Данашњи научници сугеришу да је већа изложеност хемикалијама у великим градовима или индустријализованим областима могући чинилац који утиче на то да је СДТ ефективно у свом успону.

### Перспектива
Не само да се повећава учесталост урођених абнормалности и рака тестиса, већ расте и преваленција симптоматских мушкараца са недостатком андрогена. Асимптоматски низак ниво тестостерона такође може имати велики утицај на популацију кроз штетне ефекте на телесни састав и метаболизам.
У многим индустријализованим земљама постоји забринутост због ниске стопе наталитета. Европска популација се смањује због ниске и опадајуће стопе наталитета.  Ове промене се можда не могу у потпуности приписати друштвеним променама и променама у понашању. Студија заснована на данском регистру показала је да је укупна стопа зачећа опала у узастопним кохортама, углавном због пада стопе абортуса. Свака следећа кохорта имала је мање деце у млађим узрастима, али је имала тенденцију да „сустигне” у каснијем узрасту старије кохорте. Ово се, међутим, делимично приписује повећаном коришћењу АРТ-а.
То што се АРТ може користити тако широко за превазилажење проблема са неплодношћу је, наравно, позитивно за неплодне парове. Међутим, дугорочни популацијски ефекти употребе АРТ-а још нису познати. Смањење нивоа тестостерона у серуму и повећање односа ЛХ/тестостерона примећено је код дечака зачетих помоћу ИЦСИ, технике која се често користи у случају мушке неплодности.
Поред тога, нижа концентрација сперматозоида, мањи број сперматозоида, мања величина тестиса, мање морфолошки нормални сперматозоиди, нижи нивои тестостерона у серуму и нижи индекс слободног андрогена примећују се код одраслих мушкараца чије су мајке примале третман за неплодност. Стога је кључно питање да ли повећана употреба техника асистиране репродукције може допринети још већој мушкој неплодности у будућим генерацијама.

## Епидемиолошки докази
Према епидемиолошким истраживањима спроведеним међу  финским и данским мушкарцима установљема је  велика разлика у учесталости карцинома тестиса.  СДТ се примећује код 2,2% неплодних данских мушкараца који су упућени на биопсију у поређењу са 0,45% у општој популацији која одговара старосној и рођеној кохорти. Рак тестиса се чешће примећује код неплодних мушкараца, а неспуштен тестис је важан фактор ризика за рак тестиса и лош квалитет сперме. Према хипотези СДТ, дански мушкарци би такође требали бити изложени већем ризику од крипторхизма, хипоспадије и лоше плодности. Због тога је спроведена проспективна кохортна студија са финским и данским бебам. Стандардизована техника је коришћена за проучавање у ове две земље и много већа преваленција конгениталног крипторхизма и хипоспадије пронађена је код данских у поређењу са финсим бебама.

## Дијагноза

### Хипоспадија
Хипоспадија је урођена аномалија (урођена мана) мушког полног уда (пениса) и уретре чија је последица мањак уретре и корпус спонгиозума различитог степена. Код ове аномалије уретра (изводни мокраћни канал) позициониран је на доњој страни мушког полног органа, уместо на средини главића пениса. Мада абнормални спољашњи меатус (отвор) уретре најчешће лежи на вентралној страни, он може бити локализован на било којем делу пениса, од гланса до перинеума, па се тако може налазити на мошницама (скротуму) или на међици, према чмару. 
Обично се дијагностикује при рођењу визуелном потврдом карактеристичних симптома и знакова. Поред необичне локације уретре, препуцијум  је такође типично непотпун. Абнормални препуцијум је оно што често скреће пажњу на стање, али се може јавити одвојено од хипоспадије.

### Неспуштен тестис
Код неспуштеног тестиса (крипторхизма) дијагноза се поставља на основу физичког прегледа који се изводи када беби недостаје један или оба тестиса у зависном делу скроталне кесе. Око 70% тестиса код неспуштеног тестиса се може осетити и не може се увући у мошнице или се брзо након повлачења врачају  у виши положај. У 30% случајева тестиси се не могу опипати што указује на интраабдоминалну локацију. 
Фактори ризика за неспуштен тестис су:
- Породична историја стања
- Ниска телесна тежина на рођењу (недоношчад)

### Лош квалитет сперме
Лош квалитет сперме, који се мери не само бројем сперматозоида које мушкарац производи, већ и колико је сперма ефикасна у оплодњи јајне ћелије. За ову улогу важни су покретљивост и облик сперматозоида. Мушкарац са лошим квалитетом сперме често ће имати проблема са плодношћу, што се дефинише као пар који покушава да затрудни дуже од годину дана без успеха.
Дијагноза лошек квалтета сперме може се поставити анализом сперме, након узимања узорка сперме мушкарца и провођењења тестова за пребројавање сперматозоида и утврђивања квалитета појединачне сперме.

### Рак тестиса
Најчешћа манифестација рака тестиса је тврда, безболна квржица која се може напипати на једном од тестиса. Примећује га или клиничар током рутинског прегледа, или сам пацијент. Фактори ризика за рак тестиса укључују:
- Неспуштен тестис
- Породична историја
- Претходни рак тестиса

Дијагноза се потврђује на различите начине. Ултразвучно скенирање се може користити за дијагнозу са 90-95% тачности. Крв се такође може узети за утврђивање повишених туморских маркера који се такође користе за анализу успешног одговора пацијента на лечење. Око 80% случајева рака тестиса је старосне доби од 20-34 године.